# Finsterhennen
Finsterhennen – (fr. Grasse Poule) – gmina (niem. Einwohnergemeinde) w Szwajcarii, w kantonie Berno, w regionie administracyjnym Seeland, w okręgu Seeland.

## Demografia
W Finsterhennen mieszkają 562 osoby. W 2020 roku 28,5% populacji gminy stanowiły osoby urodzone poza Szwajcarią.

## Transport
Przez teren gminy przebiega droga główna nr 237.